# 维特尔斯巴赫级战列舰
维特尔斯巴赫级战列舰（德語：Linienschiff der Wittelsbach-Klasse）是德意志帝国海军于1900年代初建造的五艘前无畏战列舰的船级。它们是根据1898年《舰队法》订购的首批战列舰，为海军上将阿尔弗雷德·冯·提尔皮茨舰队扩张计划的一部分。该船级由首舰维特尔斯巴赫号、韦廷号、策林根号、施瓦本号和梅克伦堡号组成。全部五艘同级舰都于1899年至1900年间铺设龙骨，至1904年全数完工。维特尔斯巴赫级舰只在外观上与前级德皇腓特烈三世级类似，但覆以范围更广的装甲带和一块齐平的主甲板，而不像前级采用较低的后甲板。它们都装备了240毫米口径的双联装主炮，但布局更为合理。
维特尔斯巴赫号、韦廷号、梅克伦堡号和策林根号于和平时期都在第一战列分舰队服役，在那里它们主要从事训练演习和海外巡航。施瓦本号则被用作训练舰，使公海舰队的训练部队现代化。到1910年，随着第一艘无畏舰的到来，维特尔斯巴赫级舰只悉数撤出前线服役，转而从事训练任务或仅仅作为预备役搁置。当1914年7月第一次世界大战爆发后，这些舰只组成第四战列分舰队重返现役，在北海担当警戒值勤，并在波罗的海针对俄国海军执行有限的作战任务。这些行动包括1915年5月支援对利鲍的进以及和同年8月的里加湾海战。
至1915年底，海军司令部决定让这五艘同级舰退役，原因是更重要舰艇的船员短缺，以及在波罗的海作战的英国潜艇带来的威胁与日俱增。这些舰只其后被用作训练舰，惟梅克伦堡号充当监狱船。维特尔斯巴赫号和施瓦本号于战后被改装为扫雷艇的供应母舰，以清除在北海布设的雷区。这两艘舰，连同梅克伦堡号和韦廷号，于1920年代初正式从海军序列中除籍，随即拆解报废，仅策林根号被重建成由无线电控制的靶舰，直到1944年二战期间被英国轰炸机炸沉为止。其残骸最终于1949－1950年间就地拆解。

## 设计
维特尔斯巴赫级是根据1898年德国第一部《舰队法》而建造的首批战列舰，由当时的造舰总工程师迪特里希博士教授设计。这部法规是由时任国家海军办公室国务秘书的海军上将阿尔弗雷德·冯·提尔皮茨所力主通过的。当中明确规定建造的战列舰为19艘，并且规定战列舰的有效舰龄为25年。因此在该级舰完工后的1903年，应该达到规定的建造数量。但实际上德国于1900年制定了第二部《舰队法》，并将计划建造的战列舰增加至38艘，情况亦因此发生了变化。根据新设想，维特尔斯巴赫级与德皇腓特烈三世级将共同组成一个分舰队，无论是面对法国对手的横阵或是英国对手的单纵阵，都会让其饱受高密度的艏艉线炮火及舷侧炮火的攻击。
因此，该级舰基本沿袭了德皇腓特烈三世级的设计，代表着对前级的渐进式改良。尽管时任海军总参谋长的海军少将菲利克斯·冯·本德曼主张将主炮口径从德皇腓特烈三世级的240毫米增加到更具威力的280毫米，然而维特尔斯巴赫级舰只却仍然装备了相同的240毫米炮，但增加了一具鱼雷发射管，以及其它改进。这种渐进式的变化导致了两个舰级的战列舰在大多数重要方面是相同的，从而为德国舰队构建了一个在战术上同质的十艘战列舰集群。
设计人员考虑了德皇腓特烈三世级基本设计的各种其它改动，包括用一对塔装210毫米炮替换四门廓装副炮，并减小装甲保护规模以增加0.75節（1.39每小時）的最高航速。虽然这两项建议都被否决，但通过采用克虏伯渗碳装甲，装甲板的实际厚度大大降低，与早期的钢铁制造工艺相比，这种装甲具有更高的防护价值。重量的减少加上主机功率增加了5%，使得舰只的最高航速得以提高0.5節（0.93每小時）。更轻的装甲还使得装甲带的覆盖面更广，这显著地提高了新舰的防御能力。维特尔斯巴赫级的主甲板也不同于前级，其整面都是齐平的；但在德皇腓特烈三世级舰只上，后甲板部分会被降低。

### 整体特征及推进装置

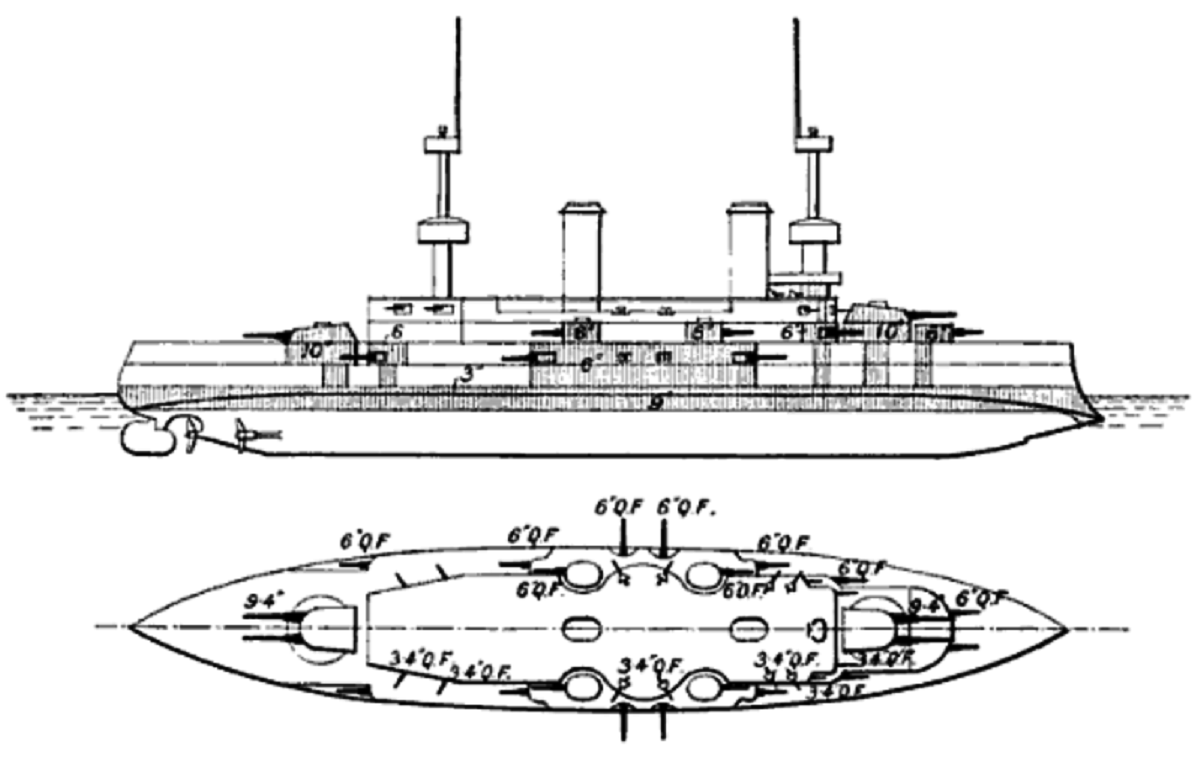
维特尔斯巴赫级舰只线条画

维特尔斯巴赫级舰只的水线长度和全长分别为125.2米和126.8米，有22.8米的舷宽和7.95米的前吃水。舰只所设计的标准排水量为11774吨，满载排水量则可达12798吨。其舰体采用横向和纵向钢架建造，钢制的船壳板被铆接在由钢架生成的结构上。每艘舰都间隔有十四个水密隔舱，并包含一个占舰只长度比重为70%的双层船底。
这些舰只在德国海军中被认为是杰出的远洋船具，但有轻度横摇倾向；其在10秒周期内的横摇幅度最高可至30°。它们易于操控；在满舵时速度会下降60%并有逾9°的侧倾。然而，它们在高速航行时的振动严重，尤其是在舰艉。舰艏同样极易被打湿，即便是在温和的海域。舰只的标准船员编制为33名军官及650名士兵；若担任分舰队旗舰，还可补充13名军官和66名士兵，而当作为副指挥舰时，标准编制则可增加9名军官和44名士兵。维特尔斯巴赫级舰只还可以搭载一些小型舰载艇，其中包括两艘哨艇、两艘机动艇、一艘大舢板、两艘独桅纵帆船、两艘高低桅帆船和两艘小划艇。
维特尔斯巴赫级的五艘舰中各有三台三缸三胀式蒸汽机。外侧发动机负责驱动一副直径为4.8米的三叶螺旋桨；中心轴则驱动一个直径为4.5米的略小的四叶螺旋桨。为了产生蒸汽为发动机提供动力，每艘舰都设有六台船用锅炉和六台筒形锅炉，唯二的例外是韦廷号和梅克伦堡号——它们是以桑尼克罗夫特锅炉取代了船用锅炉。转向是由单个大舵控制。电力由四台发电机提供，每台发电功率为230千瓦特（310匹馬力），电压为74伏特，但在维特尔斯巴赫号，发电机的额定功率达到248千瓦特（333匹馬力）。
推进系统的额定功率为10,297千瓦特（14,000匹公制馬力），设计航速为18節（33每小時）。但在海试过程中，这五艘舰的性能表现差异很大。作为最慢的舰只，施瓦本号的功率为9,748千瓦特（13,254匹公制馬力），只能以16.9節（31.3每小時）的速度航行。最快的韦廷号功率为11,422千瓦特（15,530匹公制馬力），最高速度可达18.1節（33.5每小時），略高于设计参数。它们的煤舱贮煤量为650吨，但如果利用额外的空间，燃煤容量将增加近两倍，达到1,800吨。这使它们可以10節（19每小時）的速度续航5,000海里（9,300）。

### 武器装备

梅克伦堡号于1902年的平版画

维特尔斯巴赫级舰只的武器装备几乎与前级德皇腓特烈三世级完全相同。其主炮为四门240毫米40倍径速射炮，分设于中央舰艛一前一后的两座双联装炮塔内。这款Drh.L. C/98型炮塔允许火炮降低至-5°俯角和提升至30°仰角，最大射程为16900米。它们在发射140千克重的炮弹时的初速为835每秒（2,740英尺每秒）。炮塔采用液压操纵，主炮共配备340枚炮弹，其中每门85枚。
副炮则由十八门150毫米40倍径速射炮组成，其中四门放列在舰舯的单座炮塔上，其余则置于MPL型炮廓内。由于廓装炮位于主甲板层，使得它们在巨浪海况下难以发挥作用。这些火炮可于每分钟以4－5发的速度射出穿甲弹，炮弹重51千克，炮口初速为735米每秒，共计配备1820发，其中每门130发。它们可降低至-5°俯角和提升至30°仰角，最大射程为16900米，均需手动升降及瞄准。
舰只也配备有十二门88毫米30倍径速射炮，同样安装于炮廓和枢轴炮架上。这些火炮每门配备170至250枚炮弹，在发射7.04千克重的炮弹时的初速为590米每秒。它们需要手动操纵，射速约为每分钟15发，最远可命中6890米开外的目标。近身搏斗武器则由十二门37毫米机关炮组成。此外，舰只还装备了六具450毫米鱼雷发射管，全部浸没在船体下部，其中两边舷侧各两具，舰艏、舰艉各一具。这款武器有5.1米长，可携87.5千克重的三硝基甲苯弹头，并可设定两种不同的速度范围。在26節（48每小時）的情况下，鱼雷的射程为800米；若增速至32節（59每小時），则射程会缩短为500米。

### 装甲保护
全部五艘维特尔斯巴赫级舰只均受到克虏伯生产的渗碳装甲保护。由于装甲钢板技术的不断进步，该级舰水线装甲带等的厚度已经可以减少至勃兰登堡级的一半左右，但其整体装甲重量与德皇腓特烈三世级相比增加了200吨，达到4000吨左右。其装甲要领采用了英国皇家海军的方式，副炮炮廓群以及前后主炮塔间的副炮炮廓甲板下部的舷侧全部铺满了装甲。其中甲板装甲的水平厚度为50毫米，斜边的厚度则在70－125毫米之间。甲板的倾斜部分连接到主装甲带的下缘，后者在中央堡垒的厚度达到225毫米，用于保护舰只的弹药舱和轮机舱。在主炮塔的前后，装甲带弱化至100毫米；舰艏和舰艉则不设任何装甲保护。整条装甲带都由100毫米厚的柚木板材作衬垫。
在主装甲带的正上方，廓装的150毫米炮是受到140毫米厚的列板保护。塔装的150毫米炮暴露面更广，因此防护稍好：侧部装甲增至150厚，另有70毫米厚的炮挡。240毫米炮拥有舰上最重的装甲，其侧部厚度为250毫米，顶部50毫米。前司令塔也有250毫米厚，但其顶部厚度仅30毫米。后司令塔受到的保护则要少得多，侧面和顶部分别为140毫米和30毫米厚。
维特尔斯巴赫级的装甲布局与许多同时代的外国舰艇相比更胜一筹；它们受到的保护类似于英国的可畏级和伦敦级战列舰，虽然其装甲带较法国的共和级或俄国的太子号更薄，但它们也不会受到法国和俄国战列舰所特有的装甲带以上无防护（非常脆弱）舰体的影响。

## 同级舰
| 舰只           | 造船厂             | 命名来源         | 架设日期       | 下水日期      | 入役日期       | 结局       |
| -------------- | ------------------ | ---------------- | -------------- | ------------- | -------------- | ---------- |
| 维特尔斯巴赫号 | 威廉港帝国船厂     | 维特尔斯巴赫王朝 | 1899年9月30日  | 1900年7月3日  | 1902年10月15日 | 1921年拆解 |
| 韦廷号         | 但泽希肖船厂       | 韦廷王朝         | 1899年10月10日 | 1901年6月6日  | 1902年10月1日  | 1921年拆解 |
| 策林根号       | 基尔日耳曼尼亚船厂 | 策林根王朝       | 1899年11月21日 | 1901年6月12日 | 1902年10月25日 | 1945年沉没 |
| 施瓦本号       | 威廉港帝国船厂     | 施瓦本王朝       | 1900年9月15日  | 1901年8月19日 | 1904年4月13日  | 1921年拆解 |
| 梅克伦堡号     | 斯德丁伏尔铿船厂   | 梅克伦堡王朝     | 1900年5月15日  | 1901年11月9日 | 1903年5月25日  | 1921年拆解 |

## 服役历史

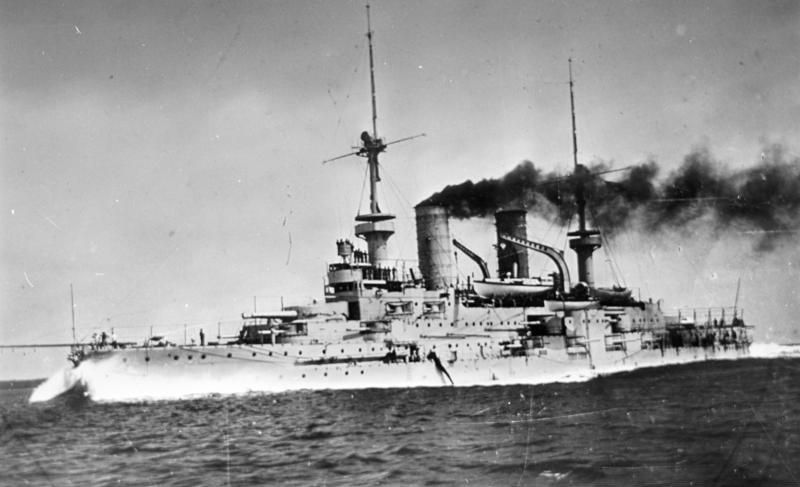
维特尔斯巴赫号

### 和平时期
维特尔斯巴赫级除施瓦本号外的所有舰只在入役时都被分配至活动舰队（Aktive Schlachtflotte，即公海舰队的前身）的第一战列分舰队；施瓦本号则是在提尔皮茨的坚持下被编入训练分舰队。当时，训练分舰队对陈旧舰艇的依赖阻碍了其有效训练船员的能力；施瓦本号在阵中取代的是1867年下水的过时铁甲舰腓特烈·卡尔号。其它同级舰在和平时期的运用生涯一般包括每年例行的舰队、分舰队和单舰训练。分舰队和舰队训练大多于4月和5月进行，大型舰队巡航通常于6月和7月展开，之后又在8月下旬和9月集结进行年度秋季舰队演习。大型舰队巡航主要是跟随德皇威廉二世的皇家游艇一同前往挪威水域，但在1908年和1909年，舰队曾展开深入大西洋的长途巡航，访问了西班牙大陆、加那利群岛和葡萄牙的亚速尔群岛。
这些舰只还经常前往外国港口进行友好访问；例如，1904年7月，第一分舰队到访了英国和荷兰，1905年7月，舰群又出访丹麦和瑞典。到1910年，维特尔斯巴赫级战列舰开始撤出前线服役，取而代之的是拿骚级和黑尔戈兰级的无畏舰。策林根号于1910年退役，置入预备役支队，在接下来的四年里几乎没有活动；次年，梅克伦堡号加入了它的行列，但于1912年的年度秋季演习中曾临时重新启用了一次。维特尔斯巴赫号于1911年加入了施瓦本号所在的训练分舰队，韦廷号则取代了当时身为舰队炮术训练舰的施瓦本号，因后者需要在1912年进行大修。施瓦本号此后被置入预备役。

### 第一次世界大战
1914年7月第一次世界大战爆发后，五艘维特尔斯巴赫级战列舰获重新动员，被编入第四战列分舰队，受海军中将埃哈德·施密特指挥。该分舰队驻扎在基尔，它们曾多次出击进入波罗的海巡逻，寻找俄国军舰，但都无果而终。这些行动包括在试图营救8月下旬在俄国领海搁浅的小巡洋舰马格德堡号，但以失败告终，以及在1915年5月掩护陆军和海军联合攻击利鲍以防止俄国可能的反击。占领利鲍后，第四分舰队便转移至当地，因为那里是一个更接近前线的前方基地。在战争的第一年，这些舰只也被用作守卫北海的易北河河口。维特尔斯巴赫级舰只还为1915年8月的里加湾海战提供了支援，但它们在面对俄国人的坚决抵抗并最终崩溃之前并没有在进攻中发挥积极作用。
进一步的行动于9月和10月进行，其中包括由第四分舰队负责在波罗的海西部铺设防御性雷区。此时，兵员短缺开始影响公海舰队；再加上在波罗的海活动的英国潜艇的威胁不断增加，无法为更重要的舰只配备人员，使海军司令部确信有必要让维特尔巴赫级停止服役。该分舰队于11月返回基尔，在那里它被重新指定为波罗的海预备役支队。1916年1月，该编制遭完全解散，除了梅克伦堡号被用作监狱船外，其余同级舰都被降格为训练舰。相关舰只在战争余下的时间里一直担任此角色，直至1918年末。

### 战后结局
1919年，维特尔斯巴赫号和施瓦本号被改装为浅层扫雷艇（F艇）的供应母舰，因《凡尔赛条约》要求德国清除战争期间在北海广泛布设的雷区。第一次世界大战结束后，除策林根号外，整个舰级都被剔除出海军序列。其中梅克伦堡号于1920年1月27日除籍，韦廷号于1920年3月11日紧随其后，维特尔斯巴赫号和施瓦本号则是在1921年3月8日除籍。这四艘舰悉数于1921－1922年间拆解报废。策林根号最初于1920年代充当贮存用的废船，继而于1926－27年被重建为由无线电控制的靶舰。其舰艛遭大量拆除；舰体也进一步被细分，并用软木填充及密封，以提高其抗淹的能力。1944年第二次世界大战期间，英国皇家空军的轰炸机在哥滕哈芬击沉了该舰，舰只残骸则于1949－1950年间拆解报废。